# Peresime reducta
Peresime reducta is een eenoogkreeftjessoort uit de familie van de Zosimeidae. De wetenschappelijke naam van de soort is voor het eerst geldig gepubliceerd in 1979 door Becker & Schriever.